# Saint-Laurent-la-Roche
Pour les articles homonymes, voir Saint-Laurent et La Roche.
Saint-Laurent-la-Roche est une ancienne commune française située dans le département du Jura en région Franche-Comté, devenue, le 1er janvier 2016, une commune déléguée de la commune nouvelle de La Chailleuse.
Ses habitants sont les Cathoulans.

## Géographie
- Saint-Laurent-la-Roche est situé au sommet du premier chaînon occidental des monts du Jura, à dix kilomètres au sud de Lons-le-Saunier ; il fait partie du premier plateau, tout en dominant la plaine bressane.
- L'aspect du village est tout à fait pittoresque et digne des sites du haut Jura et de la Suisse.

## Historique
- « Etienne II, comte vassal de Bourgogne, fit bâtir un château formidable sur le sommet de la roche. Bientôt de nombreux habitants se groupèrent sous la protection de la nouvelle forteresse, et formèrent un bourg qui fut clos de murailles »[1].

Étienne de Saint-Dizier (-Dampierre) avait épousé, à Louhans, en 1319, Huguette de Sainte-Croix d'Antigny († 1359), célèbre par sa beauté. Huguette habita le château de Saint-Laurent avec son époux. Celui-ci très dépensier, finit par engloutir sa fortune, et quoique beau cavalier, devint bientôt tout à fait odieux à son épouse. Un penchant incestueux qu’elle avait pour son beau-frère Guillaume, châtelain d’Alièze, la conduisit à l’assassinat. Une nuit de février 1328 fut choisie pour enlever Étienne de son château. On l'enferma dans une salle basse, mais on n'osa encore le tuer. Cependant, à force d'or et de caresses, Huguette décida un paysan à tuer son mari. Étienne fut étranglé, et son cadavre jeté dans une profonde cavité, au sein des bois, entre Alièze et Présilly, où il fut retrouvé deux ans après par un oiseleur. Huguette épousa ensuite Philippe de Vienne, sire de Pymont (et Pymont), l’un des plus brillants seigneurs de Bourgogne. Ceci est la version d'historiens du XIXe siècle, notamment de Édouard Clerc et Jules Finot. En réalité on ne sait que très peu sur le physique et les pensées de dame Huguette. Quant au "penchant incestueux" envers son demi-frère, rien n'est prouvé. Il est plus probable que, étant le cadet, Guillaume aura eu l'idée de tuer son frère pour devenir le seigneur et hériter des richesses.
Philippe II, roi d’Espagne et comte de Bourgogne, ordonna en 1570 que la forteresse de Saint-Laurent fût démantelée. Le château fut saccagé par les protestants en 1578.
Il résista à l'invasion des troupes françaises de Henri IV en 1595 et n'ouvrit pas ses portes. Quelques réparations y furent faites en 1636.
Le 10 août 1637, durant la guerre franco-espagnole, Saint-Laurent-la-Roche est prise par les troupes françaises de l'armée de Franche-Comté, dont fait partie le régiment de Montausier, commandé par Henri, duc de Longueville.
Après la paix de Westphalie, le prince d’Orange auquel avait été restitué le château, y fit une entrée solennelle le 28 octobre 1648. Le château défendu par Lacuzon fut complètement détruit en 1668 par les habitants de Lons-le-Saunier sur ordre des Français. Une gravure sur cuivre fut réalisée par Van Der Meulen, juste avant sa destruction.
De nos jours, un œil avisé y distingue une première enceinte (basse-cour) au sein de laquelle ont été mis au jour les vestiges du puits restant insondé, le tout protégé par un premier fossé remblayé, puis une seconde enceinte avec fossé taillé dans le roc vif, protégeant la partie seigneuriale à proprement parler.
Au cours de la Révolution française, la commune porta provisoirement le nom de Bel-Air.

## Héraldique
|  | Les armes de la commune se blasonnent ainsi : d’or aux deux étais de gueules rangés en fasce, la jambe senestre du premier et la jambe dextre du second passées en sautoir et unies à la croisure, la cime du 1er terminée par une croisette patté, celle du 2nd par une tour ajourée du champ; la croisure cantonnée aux flancs et en pointe, de trois flammes du même et en chef d’un écusson coupé de gueules à la fleur de souci d’or, et d’azur à l’épée d’argent. |

## Politique et administration
| Période | Période          | Identité            | Étiquette | Qualité   |
| ------- | ---------------- | ------------------- | --------- | --------- |
|         |                  | Paul Gaubey         |           |           |
|         |                  | Abel Jacquier       |           |           |
|         | 1983             | Louis Marion        |           |           |
| 1983    | 1986             | Jacques de Bouclans |           |           |
| 1986    | 2008             | Roger Guillot       |           |           |
| 2008    | 2014             | Jacky Bride         |           |           |
| 2014    | 31 décembre 2015 | Jean-Paul Gaulier   | DVG       | Ingénieur |

## Démographie
L'évolution du nombre d'habitants est connue à travers les recensements de la population effectués dans la commune depuis 1793. À partir du 1er janvier 2009, les populations légales des communes sont publiées annuellement dans le cadre d'un recensement qui repose désormais sur une collecte d'information annuelle, concernant successivement tous les territoires communaux au cours d'une période de cinq ans. 
Pour les communes de moins de 10 000 habitants, une enquête de recensement portant sur toute la population est réalisée tous les cinq ans, les populations légales des années intermédiaires étant quant à elles estimées par interpolation ou extrapolation. Pour la commune, le premier recensement exhaustif entrant dans le cadre du nouveau dispositif a été réalisé en 2007,.
En 2014, la commune comptait 339 habitants, en évolution de −3,69 % par rapport à 2009 (Jura : −0,23 %, France hors Mayotte : +2,49 %).
| 1793 | 1800 | 1806 | 1821 | 1831 | 1836 | 1841 | 1846 | 1851 |
| ---- | ---- | ---- | ---- | ---- | ---- | ---- | ---- | ---- |
| 751  | 718  | 742  | 676  | 645  | 653  | 610  | 577  | 521  |

| 1856 | 1861 | 1866 | 1872 | 1876 | 1881 | 1886 | 1891 | 1896 |
| ---- | ---- | ---- | ---- | ---- | ---- | ---- | ---- | ---- |
| 499  | 491  | 485  | 499  | 467  | 459  | 462  | 458  | 419  |

| 1901 | 1906 | 1911 | 1921 | 1926 | 1931 | 1936 | 1946 | 1954 |
| ---- | ---- | ---- | ---- | ---- | ---- | ---- | ---- | ---- |
| 408  | 410  | 395  | 371  | 338  | 304  | 306  | 300  | 235  |

| 1962 | 1968 | 1975 | 1982 | 1990 | 1999 | 2006 | 2009 | 2014 |
| ---- | ---- | ---- | ---- | ---- | ---- | ---- | ---- | ---- |
| 241  | 203  | 198  | 243  | 260  | 276  | 336  | 352  | 339  |

## Lieux et monuments

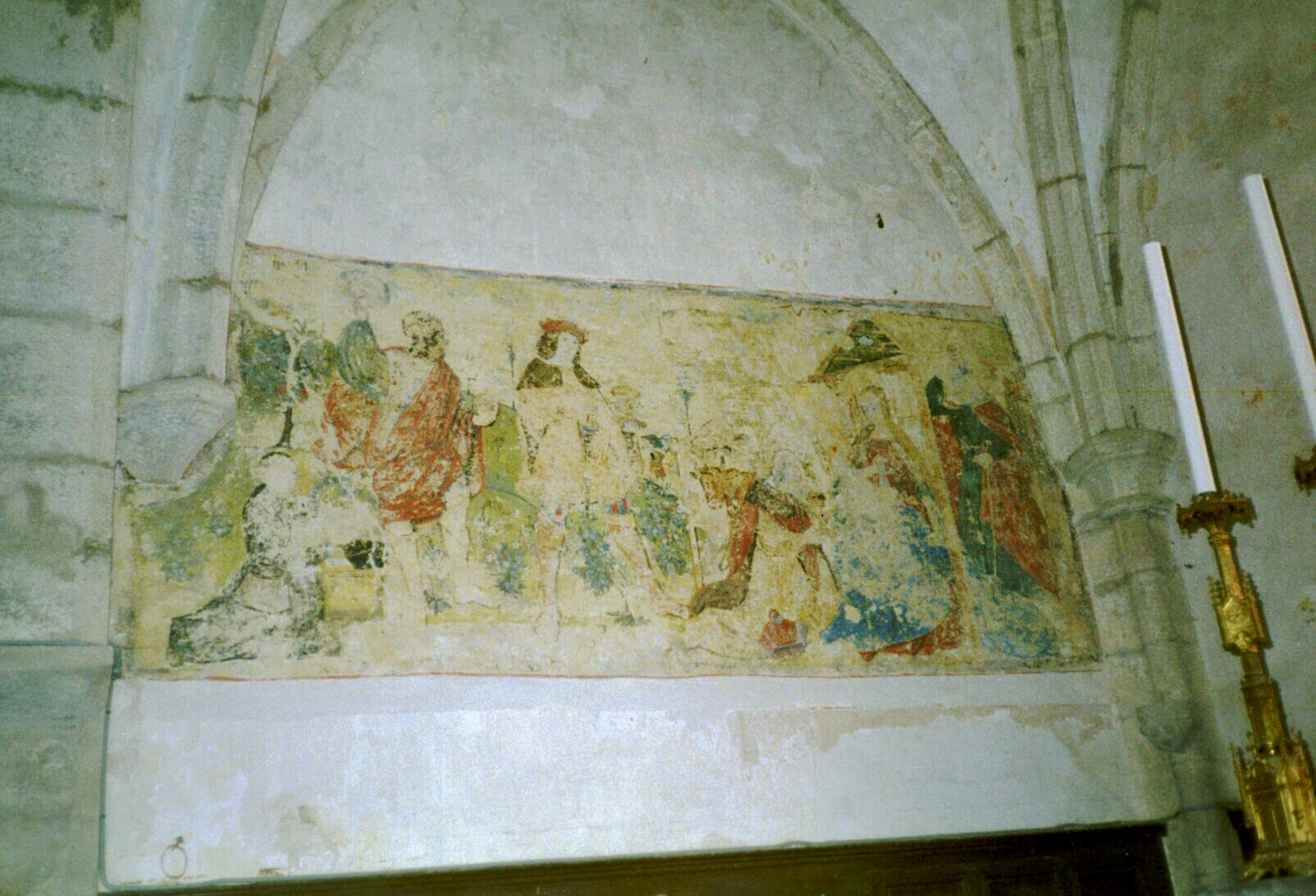

- Le village de Saint-Laurent-la-Roche est une ancienne cité médiévale.
- Le château fut construit sur les débris d’un castellum romain, qui avait probablement remplacé une enceinte gauloise, car nul doute que les tribus Séquanes et ensuite les Romains n’eussent remarqué la facilité de défense de ce point escarpé.

C’était un des manoirs du Moyen Âge les mieux fortifiés par la nature et par l’art, de tout le Comté de Bourgogne. Grâce à sa position, grâce à l’épaisseur de ses murailles, il est resté intact jusqu’à la fin du XVIIe siècle, sentinelle avancée pour défendre la province contre les attaques des ennemis ; aussi se hâtèrent-ils de détruire le vieux donjon, qui restant debout aurait invité encore le peuple d'alentour à la résistance.
- Le Bourg :

La place était entourée de trois côtés, au nord, au matin et au midi par de bonnes fortifications. Quant au côté de l’ouest, regardant la France, son escarpement presque à pic, le rendait inaccessible à cette époque.
Les remparts, à matin, avaient été prolongés jusque devant et en bas le châtelet, et comme en dessous de ce rempart il y avait un petit vallon (les Condamines) bas et allongé, la place était considérée comme imprenable avant l’invention de la poudre.
Le bourg, contigu à l’enceinte même du château et étalé sur le revers de la montagne était entouré par d’épaisses murailles, défendues par de grosses tours aux angles, avec portes munies de ponts-levis.
En face de la Mairie, à l'entrée du Bourg, une de ces tours, actuellement encore habitée présente une très belle archère-canonnière datable de la fin XIVe - début XVe.
- L'église Saint-Laurent de Saint-Laurent-la-Roche :

En l'an 901, une chapelle a été érigée. Puis le reste de l'église a été édifié. Elle se compose d'un porche, d'une nef, d'un chœur, d'un clocher sur le milieu de la nef, de 4 chapelles et d'une sacristie. Des traces de fresques subsistent.
- La seigneurie de l'Isle en Comté ou de l'Isle-sous-Saint-Laurent-la-Roche (au Colombier, à Vincelles, sur le ban communal de Val-Sonnette ; ne pas confondre avec L'Isle-sur-le-Doubs, ni avec l'Isle-sur-l'Ognon près Vregille, Sauvagney et Moncley), fut un fief des Laubespin (Laubépin, L'Aubespin), importante famille féodale de la Franche-Comté qui eut aussi St-Amour, Toissia, Nanc ou Villette[9],[10].

## Personnalités liées à la commune
- Lacuzon, de son vrai nom Claude Prost (né à Longchaumois dans le Jura v. 1607 - mort à Milan en Italie 1681) : résistant et indépendantiste comtois ; il séjourna au château de Saint-Laurent-la-Roche (où il établit, en novembre 1641, son quartier général).

## Sources